# 共产国际 (刊物)

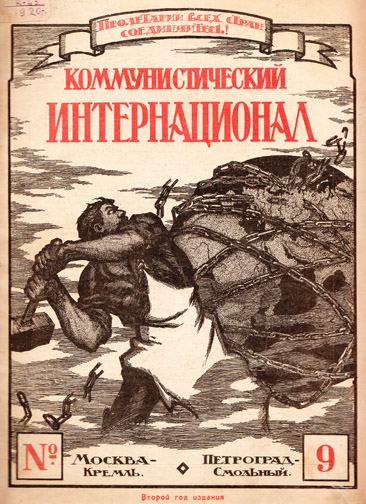
《共产国际》 俄文版第九期(1920)封面

《共产国际》是总部位于莫斯科的共产国际的官方刊物，自1919年开始出版，直到1943年，创办者是格里戈里·季诺维也夫。出版语言包括俄语、德语和法语等。该刊物被视为共产国际执行委员会的机关刊物。